# Житное (Вологодская область)
Житное — деревня в Вытегорском районе Вологодской области.
Входит в состав Анхимовского сельского поселения, с точки зрения административно-территориального деления — в Анхимовский сельсовет.
Расстояние по автодороге до районного центра Вытегры — 22 км, до центра муниципального образования посёлка Белоусово — 12 км. Ближайшие населённые пункты — Боярское, Захарьино, Патрово.
По переписи 2002 года население — 15 человек.